# Valavanur
Valavanur é uma panchayat (vila) no distrito de Viluppuram, no estado indiano de Tamil Nadu.

## Geografia
Valavanur está localizada a 11° 55′ N, 79° 35′ L. Tem uma altitude média de 76 metros (249 pés).

## Demografia
Segundo o censo de 2001, Valavanur tinha uma população de 14,037 habitantes. Os indivíduos do sexo masculino constituem 50% da população e os do sexo feminino 50%. Valavanur tem uma taxa de literacia de 74%, superior à média nacional de 59.5%: a literacia no sexo masculino é de 80% e no sexo feminino é de 67%. Em Valavanur, 11% da população está abaixo dos 6 anos de idade.